# Uniwersytet Korwina w Budapeszcie
Uniwersytet Korwina w Budapeszcie (węg. Budapesti Corvinus Egyetem) – państwowa uczelnia wyższa z główną siedzibą w Budapeszcie na Węgrzech.

## Opis
Za datę powstania uczelni przyjmuje się rok 1920, w którym na Węgierskim Uniwersytecie Królewskim utworzono Wydział Ekonomiczny. W 1948 roku wydział ten przekształcił się w samodzielną uczelnię nazwaną Węgierskim Uniwersytetem Ekonomicznym. 
W 1953 roku patronem uczelni został Karl Marx; przyjęła ona wówczas nazwę Uniwersytetu Nauk Ekonomicznych im. Karola Marxa. Kolejne zmiany miały miejsce w roku 2000, kiedy uniwersytet został połączony z Wyższą Szkołą Administracji Państwowej, oraz w 2003, kiedy dołączono do niego trzy wydziały Uniwersytetu Ogrodnictwa i Nauk o Żywności. Uczelnia przyjęła wówczas nazwę Uniwersytetu Korwina. 
W 2016 Wydziały: Ogrodnictwa, Nauk o Żywności oraz Architektury Krajobrazu zostały odłączone od Uniwersytetu Korwina i włączone w strukturę Uniwersytetu św. Stefana w Gödöllő. 

## Wydziały
- Wydział Zarządzania
- Wydział Ekonomii
- Wydział Nauk Społecznych i Stosunków Międzynarodowych